# Yannick Ferreira Carrasco
Yannick Ferreira Carrasco, född 4 september 1993 i Ixelles, är en belgisk fotbollsspelare som spelar för Al Shabab. Han har tidigare spelat för AS Monaco och Atlético Madrid. Ferreira Carrasco har en portugisisk far och spansk mor.

## Karriär
I februari 2018 värvades Carrasco av kinesiska Dalian Yifang. Den 31 januari 2020 återvände Carrasco till Atlético Madrid på ett låneavtal över resten av säsongen 2019/2020.